# Yentl (filme)
Yentl (bra Yentl) é um filme britano-estadunidense de 1983, do gênero drama romântico-musical, dirigido, co-escrito, co-produzido e estrelado pela artista americana Barbra Streisand. Com roteiro de Jack Rosenthal e da própria Streisand, é baseado no conto de Isaac Bashevis Singer, "Yentl the Yeshiva Boy".
O filme incorpora música para contar a história de uma garota judia ashkenazi na Polônia que decide se vestir e viver como um menino para poder receber uma educação em lei talmúdica após a morte de seu pai.
A trilha sonora e as canções do filme, compostas por Michel Legrand, com letras de Alan Bergman e Marilyn Bergman, incluem as músicas "Papa, Can You Hear Me?" e "The Way He Makes Me Feel", ambas cantadas por Streisand. O álbum Yentl: Original Motion Picture Soundtrack vendeu mais de 3,5 milhões de cópias em todo o mundo.
O filme recebeu o Óscar de Melhor Trilha Sonora Original e o Globo de Ouro de Melhor Filme - Musical ou Comédia e Melhor Diretor para Streisand, tornando-a a primeira mulher a vencer Melhor Diretor na premiação.

## Enredo
Yentl é uma mulher que vive em um shtetl Ashkenazi chamado Pechev na Terra do Vístula em 1904. O pai de Yentl, Reb Mendel ("Papa") (Nehemiah Persoff), a instrui secretamente no Talmude apesar da proibição de tal estudo por mulheres de acordo com os costumes de sua comunidade. Yentl se recusa a ser casada com um homem.
Após a morte de seu pai, Yentl decide cortar o cabelo curto, se vestir como um homem, adotar o nome de seu falecido irmão, Anshel, e entrar em uma Yeshiva, uma escola religiosa judaica em Bychawa. Lá, ela faz amizade com um colega estudante, Avigdor (Mandy Patinkin), e conhece a noiva dele, Hadass (Amy Irving). Ao descobrir que Avigdor mentiu sobre a morte de seu irmão (um suicídio, não tuberculose, como Avigdor afirmava), a família de Hadass cancela o casamento com medo de que a família de Avigdor esteja manchada pela loucura. Os pais de Hadass decidem que ela deve se casar com Anshel em vez disso, e Avigdor encoraja Anshel a prosseguir com o casamento para que Hadass possa se casar com alguém que ela conhece em vez de ter um estranho como marido. Anshel se casa com Hadass para evitar que Avigdor fuja da cidade, mas o casamento deles permanece não consumado, Anshel afirmando que é um pecado para uma mulher se entregar a um homem enquanto ela ama outro. Anshel começa a ensinar o Talmude a Hadass. Enquanto isso, Hadass desenvolve sentimentos românticos por Yentl (como Anshel), enquanto Yentl mesma está se apaixonando por Avigdor.
Anshel parte em uma viagem para a cidade com Avigdor que o levará longe de casa por alguns dias. Em sua acomodação na cidade, Anshel finalmente revela sua verdadeira identidade a Avigdor. A princípio, Avigdor não acredita que sua amiga seja uma mulher, mas Yentl prova sua feminilidade mostrando a ele seus seios. Quando um Avigdor confuso pergunta por que ela não contou a ele, Yentl desaba em seus braços, mostrando que revelou sua verdadeira identidade a ele por amor. Avigdor fica atordoado, mas, depois de um momento, retribui o sentimento e comenta o quão belos são os traços de Yentl. Os dois se beijam, mas Avigdor se afasta subitamente, lembrando de Hadass. Yentl assegura a ele que seu casamento não é válido. Avigdor sugere que ele e Yentl fujam. Yentl percebe que não será capaz de continuar seus estudos se casar com Avigdor e que quer mais da vida do que ser uma esposa. Yentl e Avigdor se separam, sabendo que sempre se importarão um com o outro. É insinuado que o casamento de Hadass e Anshel é anulado, já que nunca foi consumado. Avigdor volta para se casar com Hadass. Na cena seguinte, os dois estão reunidos com sucesso e lendo uma carta de Yentl, sabendo que ela vai para um novo lugar e sempre os amará. Yentl parte da Europa em um barco com destino aos Estados Unidos, onde espera levar uma vida com mais liberdade. Com um sorriso no rosto, Yentl termina sua história cantando: "Papa, me veja voar."

## Elenco
- Barbra Streisand .... Yentl
- Mandy Patinkin .... Avigdor
- Amy Irving .... Hadass
- Nehemiah Persoff .... Reb Mendel 'Papa'
- Steven Hill .... Reb Alter Vishkower
- Allan Corduner .... Shimmele
- Ruth Goring .... Esther Rachel
- David de Keyser .... rabino Zalman
- Bernard Spear .... alfaiate
- Doreen Mantle .... Sra. Shaemen
- Lynda Baron .... Peshe
- Jack Lynn .... Bookseller
- Anna Tzelniker .... Sra. Kovner
- Miriam Margolyes .... Sarah
- Mary Henry .... Sra. Jacobs

## Produção

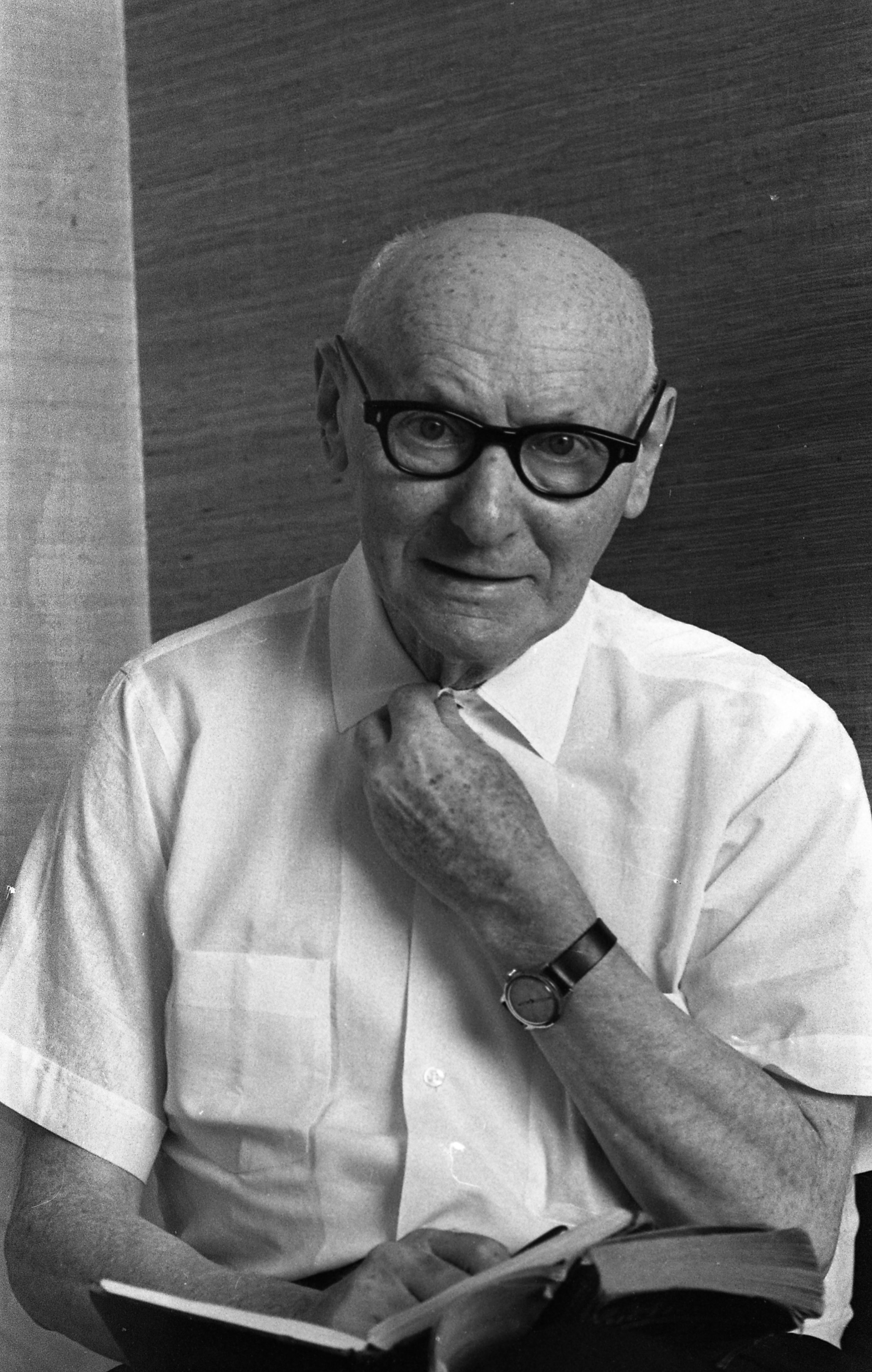
Isaac Bashevis Singer, autor do conto "Yentl: The Yeshiva Boy", em 1969.

A produção do filme Yentl de Barbra Streisand foi um processo longo e árduo que atrasou o projeto por mais de uma década.[carece de fontes?]
Após ler a história de Isaac Bashevis Singer, "Yentl: The Yeshiva Boy", em 1968, Streisand decidiu que seria seu próximo filme após terminar Funny Girl. Os direitos do roteiro foram adquiridos em 1969, com Streisand como estrela do filme. Em 1971, o diretor tcheco Ivan Passer foi originalmente contratado pela First Artists para dirigir o filme. Singer escreveu o roteiro e o renomeou para "Masquerade", mas desistiu porque acreditava que a idade e a fama de Streisand atrapalhariam o filme.
Em 1973, Streisand leu a história de Singer para seu então parceiro, o produtor Jon Peters, para obter mais apoio ao filme. No entanto, assim como Passer, ele estava convencido de que Streisand era velha demais e muito feminina para interpretar o papel que o filme exigia. Em 1976, após terminar Nasce Uma Estrela (1976), Streisand passou a acreditar que estava realmente velha demais para o papel em Yentl e decidiu assumir o filme como diretora. Por querer ser tanto a estrela quanto a diretora, os estúdios continuaram a recuar no financiamento do filme, com medo de que Streisand, como diretora estreante, não fosse capaz de lidar responsavelmente com um projeto multimilionário. Além disso, Streisand relatou que os estúdios afirmaram que o filme não era "comercial" porque era "muito étnico". Em 1978, os amigos de Streisand, Alan e Marilyn Bergman, sugeriram que Yentl fosse reimaginado como um musical. Esperava-se que um musical estrelado por Barbra Streisand fosse aceito e melhor recebido por um estúdio.
Jon Peters tentou persuadir Streisand a abandonar o projeto e se apresentar no Estádio de Wembley em Londres, por uma oferta de $1 milhão. Ela recusou essa oferta, assim como uma oferta de $2 milhões para reconsiderar. Outra oferta de Peters, que era de mais de $10 milhões para que Streisand se apresentasse em Las Vegas, também foi prontamente recusada em favor de prosseguir com o projeto Yentl. Sua atitude em relação à sua idade mudou rapidamente depois que ela se disfarçou de homem, confundindo temporariamente Peters, que pensou que um estranho havia invadido a casa. Convencido de sua habilidade de interpretar um homem, Peters concordou em assinar um contrato de produção de três anos com a Orion Pictures em março de 1978. Para combater a idade que interpretaria no filme, ela mudou a idade de Yentl de 16 para 26.
De acordo com várias fontes, Streisand ficou cada vez mais inspirada e determinada a levar Yentl para a produção quando, no verão de 1979, ela e seu irmão Sheldon (Streisand) visitaram o túmulo de seu pai no Cemitério de Mount Hebron pela primeira vez em 30 anos. Para registrar o momento, Streisand pediu ao irmão que tirasse uma foto dela ao lado da lápide de seu pai. A foto revelou que o túmulo de Emmanual Streisand ficava diretamente ao lado de um homem chamado Anshel, o nome do irmão falecido de Yentl, que ela adota quando assume a identidade masculina. Intrigada, Streisand pediu a seu irmão para entrar em contato com um médium para fazer uma sessão espírita, convencida de que seu pai estava a chamando do além para completar o filme.
Em 1979, Streisand finalmente chegou a um acordo com a Orion Pictures para dirigir e estrelar Yentl. Na época, ela estava trabalhando com um roteiro de Ted Allen, mas descartou a maior parte dele, mantendo os segmentos musicais. O filme seria co-produzido por amigos e associados de Barbra: Joan Marshall Ashby e Jon Peters. Para se preparar para o filme, Streisand pesquisou exaustivamente os diversos aspectos do judaísmo, cerimônias e estudou incansavelmente a Torá, consultando vários rabinos, incluindo o Rabino Lapin, a quem Streisand nomeou como principal consultor religioso para o filme.
A Orion Pictures anunciou que havia concordado em produzir Yentl como a estreia de Barbra Streisand na direção no final do verão de 1980. Viajando para Praga com uma câmera Super-8 e letras de músicas, Streisand procurou locações para o filme enquanto também filmava a si mesma andando pela cidade fantasiada com gravações iniciais da trilha sonora de Yentl tocando ao fundo. No entanto, pouco depois de seu retorno, Heaven's Gate (1980), um filme de Michael Cimino produzido pela United Artists, perdeu $35 milhões nas bilheterias, levando a Orion a cancelar todos os filmes que excediam um custo de produção de $10 milhões para se preservar. Yentl, que estava orçado em $14 milhões, foi cancelado. O filme foi recusado repetidamente até que Jon Peters, Peter Gruber e Neil Bogart formaram a PolyGram Pictures e concordaram em produzir o filme. No entanto, devido a diferenças criativas e disputas pessoais entre Streisand e Peters, Yentl foi abandonado mais uma vez.
Quinze anos após sua concepção original e depois de 20 variações do roteiro, a produção de Yentl finalmente começou em 14 de abril de 1982 nos estúdios Lee International de Londres, depois que a United Artists se fundiu com a Metro-Goldwyn-Mayer (MGM) e ganhou a nova liderança de Freddie Fields e David Begelman, ex-agente de Streisand do final dos anos sessenta. Yentl foi aprovado como a estreia de Streisand na direção com um orçamento de $14,5 milhões. As filmagens foram concluídas em outubro de 1982, o que seria seguido por dez semanas de dublagem da trilha sonora por Streisand. No final, o filme ultrapassou o orçamento em $1,5 milhão, valor que Streisand pagou com seu próprio salário, conforme estipulado em seu contrato com a UA.

## Temas
Yentl começa com a mesma premissa da história original de Singer. A personagem de Streisand é uma jovem mulher que cresce em uma sociedade opressora que não permite que ela siga sua educação religiosa. Dizem a ela que ela deve ter "a alma de um homem" por causa de seu desejo de aprender. Seu talento, curiosidade e ambição são considerados estritamente masculinos por sua sociedade e tradição religiosa. Não querendo viver sem acesso à educação com base no sexo, Yentl deixa sua casa e esconde seu sexo para poder seguir a ocupação acadêmica de um homem judeu. Ao fazer isso, Yentl inadvertidamente embarca em uma jornada de autodescoberta que desafia as ideias tradicionais de papéis de gênero dentro de sua comunidade.[carece de fontes?]
A rebelião de Yentl contra as expectativas sociais e a inversão dos papéis de gênero tradicionais atravessam fronteiras religiosas profundamente enraizadas, especialmente quando Yentl se casa com Hadass. Até esse ponto, Yentl apenas adota a aparência e a ocupação de um homem, mas agora ela vive como um homem de forma mais completa, como marido, ocupando o papel tradicionalmente masculino em seu lar. Sua identidade como mulher, não apenas social e religiosamente, mas também pessoal e sexualmente, é questionada, pois ela assume esse papel e desenvolve uma conexão íntima e amorosa com Hadass, completa com uma química sexual sugerida.
Na história de Singer, essa dupla traição da natureza e do plano divino condena Yentl a uma vida de dor, alienação e desonestidade vergonhosa. Depois que seu casamento termina em desastre, Yentl permanece presa para sempre em seu disfarce, incapaz de encontrar redenção por ter rejeitado uma vida normal, uma interpretação da lenda do Judeu Errante.
No filme de Streisand, a rebelião de Yentl contra expectativas e definições, uma rejeição dos papéis de gênero sexistas, é tratada como uma virtude. Embora Yentl enfrente escolhas difíceis em sua tentativa de viver a vida de sua escolha, incluindo o sacrifício de seu amor por Avigdor, ela se descobre capaz de seguir seus sonhos, de sentir diferentes formas de amor e intimidade com ambos os sexos, e emerge da confusão e ambiguidade com um forte e independente senso de autovalorização. Na conclusão do filme, Yentl leva esse eu desenvolvido e sempre em evolução para a América, em busca de novas possibilidades e oportunidades de descoberta. Singer criticou o final do filme como sendo extremamente irrealista, mas o final serve mais como uma afirmação da independência e do otimismo incansável de Yentl do que uma conclusão historicamente adequada para a narrativa.
Ao longo de sua complexa interação com Hadass e Avigdor, Yentl lida com conflitos com empatia e respeito. Suas experiências difíceis expandem, em vez de aprisionar sua personalidade. Ela não se conforma com as expectativas de seu ambiente ou de seu público, nem permanece apenas uma mulher escondida em roupas masculinas, nem se revela neutra ou firmemente homossexual. Ela se recusa a aceitar uma vida limitada e tradicional, mesmo quando lhe é oferecida uma em casamento com Avigdor. Em vez disso, Yentl se torna uma "mulher de verdade", totalmente moderna e englobando "o que a sociedade definiu como traços tanto masculinos quanto femininos". No final, sua dor, sua confusão e sua perda nunca destroem sua esperança ou sua determinação. Ela permanece assertiva e desafiadora, ousando encontrar ou criar espaço para uma nova autodefinição e novas possibilidades, sem buscar uma resolução simples ou completa para os desafios contínuos em sua sede constante por mais.
Embora Isaac Bashevis Singer insistisse que Yentl não tem nuances feministas, muitos críticos e espectadores do filme consideram Yentl um modelo feminista. Uma razão é que ela se rebela contra a sociedade patriarcal judaica ortodoxa ao se disfarçar de homem para fazer o que ama – estudar a Torá. Outra razão é que, embora ela se encontre apaixonada por Avigdor, ela tem a força para deixá-lo para trás, em troca de uma vida mais livre nos Estados Unidos.

### Judaísmo

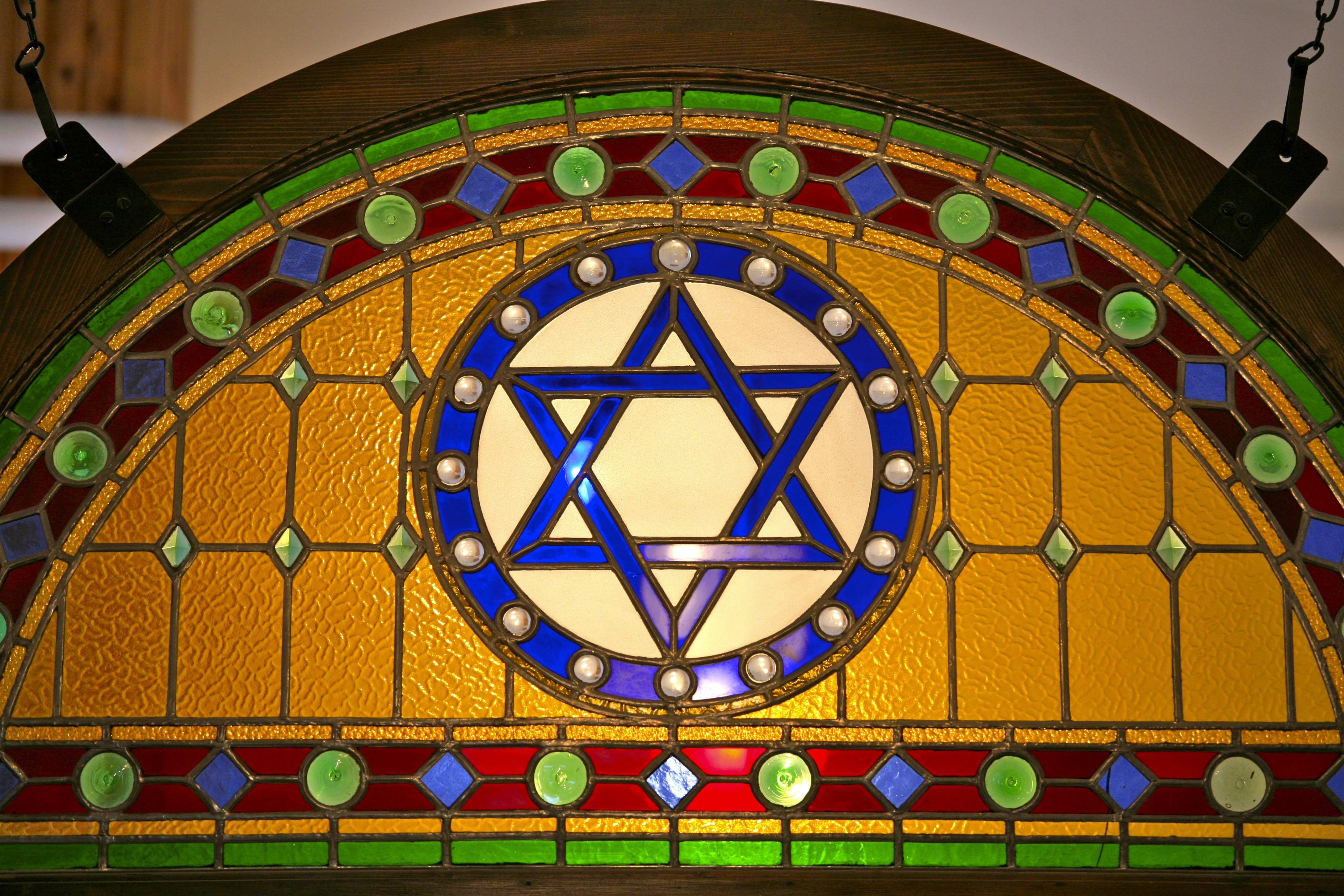
A Estrela de Davi, símbolo reconhecido da identidade judaica.

A interpretação de Barbra Streisand da história "Yentl, o Menino da Yeshiva" de I. B. Singer possui implicações filosóficas como um filme judaico-americano. Streisand alterou o final específico de Singer, no qual Yentl vagueia, presumivelmente para uma yeshivá diferente, para continuar seus estudos e se vestir como homem. Na interpretação cinematográfica da história, Yentl segue em frente, mas desta vez para os Estados Unidos. Os espectadores são levados a acreditar que nos Estados Unidos ela pode ter tanto o estudo quanto a feminilidade. Essa ideia simboliza uma recusa em se conformar com os padrões judaicos do mundo antigo e, em vez disso, seguir "contra a autoridade e a autenticidade do passado judaico", o que Streisand afirma ter se distanciado muito da austeridade do estudo talmúdico.
Muitas vezes, imigrantes judaico-americanos que seguiram seu próprio caminho não puderam dedicar a mesma quantidade de tempo e energia ao estudo de textos que seus ancestrais haviam feito; em vez disso, suas vidas eram caracterizadas por um "individualismo e experimentalismo" que os "imigrantes judeus e seus descendentes têm honrado, reforçado e revisado de forma tão marcante". As diferenças entre a versão escrita desta história, que se originou em Varsóvia, e a interpretação cinematográfica americana simbolizam, assim, uma possível mudança filosófica do autocompreendimento dos judeus do Leste Europeu para o autocompreendimento judaico-americano: sugere que a América pode potencialmente alterar os valores judaicos preexistentes.

### Sexualidade
Yentl borra as fronteiras entre masculino e feminino, e seus personagens desenvolvem atrações que podem ser interpretadas como homossexuais, embora o filme sustente uma sensibilidade heterossexual. O desejo de Yentl é exclusivamente por seu parceiro de estudos, Avigdor, enquanto seu casamento com uma mulher permanece não consumado e às vezes é tratado de forma cômica. Sua escolha de se revelar como mulher para Avigdor, na esperança de conquistar seu amor, estabelece firmemente sua autodeterminação.
Embora Yentl não leve seus personagens para fora do domínio da heterossexualidade, o filme questiona criticamente a "adequação dos papéis de gênero" determinados pela sociedade. Em última análise, argumenta que a sociedade em que Yentl vive não permite igualdade de oportunidades para a felicidade de todas as pessoas, especialmente as mulheres. Nesse sentido, o filme pode ser interpretado como um texto potencialmente feminista.[carece de fontes?]

## Desempenho comercial
Yentl foi bem-sucedido nas bilheterias, estreando em 5º lugar no fim de semana de lançamento em sua distribuição limitada e permanecendo entre os dez primeiros por 9 semanas, alcançando o terceiro lugar na terceira semana. O filme arrecadou mais de $40.218.899 nos cinemas dos Estados Unidos e Canadá, com um orçamento de $12 milhões, e ficou entre os 20 filmes de maior bilheteria do ano nos cinemas. Internacionalmente, o filme arrecadou $28,5 milhões, totalizando $68,7 milhões em todo o mundo.

## Recepção crítica
Yentl recebeu críticas favoráveis por parte da crítica. No site Rotten Tomatoes, o filme possui uma aprovação de 68% com uma classificação média de 6,6/10, com base em 74 avaliações. No Metacritic, o filme obteve uma pontuação de 68 com base em 11 análises, indicando "críticas geralmente favoráveis". Yentl foi incluído na lista dos "Dez Melhores Filmes de 1983" pelo National Board of Review.[carece de fontes?]
O crítico Roger Ebert deu ao filme três estrelas e meia de quatro, afirmando que "Yentl é um filme com um ótimo desenvolvimento no meio... os 100 minutos do meio do filme são encantadores, emocionantes e surpreendentemente interessantes." Em sua crítica para The New Yorker, Pauline Kael escreveu: "ele tem um espírito distintivo e surpreendente. É engraçado, delicado e intenso - tudo ao mesmo tempo." Jonathan Rosenbaum, do Chicago Reader, elogiou a direção de Streisand e a música de Michel Legrand: "Os resultados podem ser um pouco prolongados, mas Streisand dá o seu melhor, e a música de Michel Legrand é memorável." Isaac Bashevis Singer, autor de "Yentl the Yeshiva Boy", a história curta publicada pela primeira vez em inglês em 1983, disse sobre a adaptação cinematográfica de Barbra Streisand: "Não encontrei mérito artístico nem na adaptação, nem na direção."
Em sua análise para a Film Quarterly em 1985, Allison Fernley e Paula Maloof elogiaram Streisand por se afastar das expectativas do gênero, mantendo Yentl como uma mulher forte e potencial modelo feminista, em vez de ser uma cúmplice em um romance dominado por homens, por desafiar as expectativas do gênero musical ao optar por dar todas as partes musicais exclusivamente para Yentl, e por subverter o gênero de disfarce, recusando-se a terminar o filme com uma "confortável união heterossexual tranquilizadora" entre Yentl e Avigdor, fazendo o público considerar questões mais sérias sobre o papel das convenções sociais. Jack Kroll, da Newsweek, em 1983, considerou o controle estético de Streisand no filme "um deleite e, às vezes, uma surpresa". Gary Arnold, do The Washington Post, observou alguns "defeitos inspirados e outras falhas" no filme, mas viu seu "encanto excepcional e potência sentimental" como um ponto positivo. Embora tenha concedido a Streisand um esforço sincero na criação de Yentl, a crítica de Janet Maslin no The New York Times em 1983 criticou a falta de cuidado de Streisand com certos elementos estéticos do filme, bem como o final, que ela descreveu como uma "resolução relativamente dura", comparável à do original de I. B. Singer. Streisand respondeu publicamente a Maslin, dizendo: "Eu passei mais de dez anos pesquisando o material; quanto tempo ela passou?"

## Trilha sonora
O álbum com a trilha sonora do filme, intitulado Yentl: Original Motion Picture Soundtrack, foi lançado em 8 de novembro de 1983, pela Columbia Records. Tornou-se um sucesso e vendeu 3,5 milhões de cópias no mundo todo.

## Lançamento em mídias de vídeo
Yentl foi lançado em vídeo caseiro em agosto de 1984 pela CBS/Fox Video (sob licença da MGM/UA Home Entertainment Group, Inc.). Outra edição em VHS foi lançada pela MGM/UA Home Video em 1989.
Em 3 de fevereiro de 2009, foi lançado em DVD pela Metro-Goldwyn-Mayer (sob 20th Century Fox Home Entertainment) como uma versão estendida do diretor em dois discos, no formato widescreen. O DVD inclui o corte teatral, a versão estendida do diretor com cenas adicionais dos arquivos de Streisand, uma introdução de Streisand, um comentário em áudio com Streisand e Rusty Lemorande, cenas excluídas, incluindo uma sequência de storyboard para uma música cortada, conceitos de pré-ensaio e comparações de cenas, galerias de imagens e informações sobre o elenco e equipe.
Uma edição em Blu-ray está sendo lançada pela Twilight Time.

## Prêmios e nomeações
Yentl ganhou um Óscar em 1984 na categoria de Melhor Adaptação de Banda Sonora, o prêmio foi para Michel Legrand (música), Alan Bergman (letras) e Marilyn Bergman (letras). Amy Irving foi indicada ao Prêmio da Academia de Melhor Atriz Coadjuvante, e o filme também foi indicado ao Prêmio de Melhor Direção de Arte/Decoração de Cena (Roy Walker, Leslie Tomkins, Tessa Davies). Barbra Streisand tornou-se a primeira mulher a ser indicada e a receber um Globo de Ouro de melhor direção por esse filme, e Yentl também foi indicado a outros quatro Globo de Ouro (Melhor Atriz, Melhor Ator, Melhor Banda Sonora Original e Melhor Canção Original), vencendo também o prêmio de Melhor Filme - Musical ou Comédia. O filme também foi indicado ao Grammy Award de Melhor Álbum de Partitura Instrumental Escrita para Filme ou Especial de Televisão. O filme foi escolhido pela revista Time e pelo National Board of Review como um dos dez melhores filmes de 1983.
Apesar da histórica vitória de Barbra Streisand no Globo de Ouro, ela não foi indicada ao Oscar, o que gerou muita controvérsia.
Embora Yentl tenha recebido considerável aclamação da crítica, o filme também recebeu três indicações ao Razzie Award: Pior Ator para Streisand, Pior Atriz Coadjuvante para Irving e Pior Trilha Sonora. Irving é uma das únicas três atrizes a serem indicadas tanto ao Oscar quanto ao Framboesa de Ouro pela mesma atuação; os outros são James Coco em Only When I Laugh e Glenn Close em Hillbilly Elegy.
O filme é reconhecido pelo American Film Institute em várias listas:
- 2004: AFI's 100 Years...100 Songs:
  - "Papa, Can You Hear Me?" – Indicado[62]
- 2006: AFI's 100 Years...100 Cheers – Indicado[63]
- 2006: AFI's Greatest Movie Musicals – Indicado[64]

| Ano  | Pêmio                           | Categoria                            | Trabalho nomeado                                                                    | Resultado | Ref.          |
| ---- | ------------------------------- | ------------------------------------ | ----------------------------------------------------------------------------------- | --------- | ------------- |
| 1983 | Óscar                           | Melhor Atriz Coadjuvante             | Amy Irving                                                                          | Indicado  | [ 56 ]        |
| 1983 | Óscar                           | Melhor Direção de Arte               | Direção de arte: Roy Walker & Leslie Tomkins Decoração de cenários: Tessa Davies    | Indicado  | [ 56 ]        |
| 1983 | Óscar                           | Melhor Trilha Sonora Adaptada        | Michel Legrand; Alan Bergman e Marilyn Bergman                                      | Venceu    | [ 56 ]        |
| 1983 | Óscar                           | Melhor Canção Original               | "Papa, Can You Hear Me?" Música de Michel Legrand Letra de Alan e Marilyn Bergman   | Indicado  | [ 56 ]        |
| 1983 | Óscar                           | Melhor Canção Original               | "The Way He Makes Me Feel" Musica de Michel Legrand Letra de Alan e Marilyn Bergman | Indicado  | [ 56 ]        |
| 1983 | David di Donatello Awards       | Best Foreign Producer                | Barbra Streisand                                                                    | Indicado  | [ 65 ]        |
| 1983 | Prêmios Globo de Ouro           | Melhor Filme de Comédia ou Musical   | Melhor Filme de Comédia ou Musical                                                  | Venceu    | [ 57 ]        |
| 1983 | Prêmios Globo de Ouro           | Melhor Ator em Comédia ou Musical    | Mandy Patinkin                                                                      | Indicado  | [ 57 ]        |
| 1983 | Prêmios Globo de Ouro           | Melhor Atriz em Comédia ou Musical   | Barbra Streisand                                                                    | Indicado  | [ 57 ]        |
| 1983 | Prêmios Globo de Ouro           | Melhor Diretor                       | Barbra Streisand                                                                    | Venceu    | [ 57 ]        |
| 1983 | Prêmios Globo de Ouro           | Melhor Banda Sonora Original         | Michel Legrand; Alan & Marilyn Bergman                                              | Indicado  | [ 57 ]        |
| 1983 | Prêmios Globo de Ouro           | Melhor Canção Original               | "The Way He Makes Me Feel" Music by Michel Legrand Lyrics by Alan & Marilyn Bergman | Indicado  | [ 57 ]        |
| 1983 | Framboesa de Ouro               | Pior Ator                            | Barbra Streisand                                                                    | Indicado  | [ 60 ]        |
| 1983 | Framboesa de Ouro               | Pior Atriz Coadjuvante               | Amy Irving                                                                          | Indicado  | [ 60 ]        |
| 1983 | Framboesa de Ouro               | Pior Trilha Sonora                   | Michel Legrand; Alan & Marilyn Bergman                                              | Indicado  | [ 60 ]        |
| 1985 | Grammy Awards                   | Melhor Trilha Sonora em Mídia Visual | Michel Legrand; Alan & Marilyn Bergman                                              | Indicado  | [ 66 ]        |
| 1983 | Nastro d'Argento                | Best Foreign Actress                 | Barbra Streisand                                                                    | Indicado  | [ 56 ] [ 67 ] |
| 1983 | Nastro d'Argento                | Special Silver Ribbon                | Barbra Streisand                                                                    | Venceu    | [ 56 ] [ 67 ] |
| 1983 | National Board of Review Awards | Top Ten Films                        | Top Ten Films                                                                       | 10º lugar | [ 58 ]        |
| 2009 | Satellite Awards                | Best Classic DVD                     | Yentl: 2-Disc Director's Extended Edition                                           | Indicado  | [ 68 ]        |
| 2009 | Satellite Awards                | Best DVD Extras                      | Yentl: 2-Disc Director's Extended Edition                                           | Venceu    | [ 68 ]        |